# Ayoreos

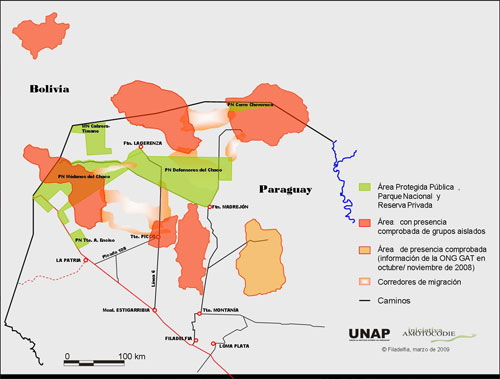
Mapa de supuesta presencia de los últimos grupos ayoreo (totobiegosode), no contactados en Paraguay.

Los ayoreos (ayoreode o ayoréode) son un grupo étnico del Gran Chaco que vive en un área entre los ríos Paraguay, Pilcomayo y Parapetí que se extiende entre Bolivia y Paraguay. Hablan el idioma ayoreo, clasificado en la familia lingüística zamucana. Los ayoreos practican la caza y la agricultura, dependiendo de la estación del año.
Se dividen en varios subgrupos. Muchos de ellos han sido expulsados de los bosques desde los años 1970, mientras otros continúan viviendo sin contacto alguno con el exterior. En particular, los ayoreos-totobiegosode son la única tribu no contactada de Sudamérica que ha sobrevivido fuera de la cuenca amazónica.
En Bolivia los ayoreos están representados por la organización CANOB (Central Ayorea Nativa del Oriente Boliviano). En 2002 en Paraguay nació también una organización para los ayoreos, UNAP (Unión Nativa Ayoreo del Paraguay).

## Costumbres
Los ayoreos totobiegosode viven en pequeñas comunidades. Cultivan calabazas, habas y melones en la tierra arenosa y cazan en el bosque. Las grandes tortugas, los cerdos salvajes y la abundante miel silvestre son comidas muy preciadas por los totobiegosode.
Cuatro o cinco familias viven juntas en una casa comunal en el bosque. Un pilar central de madera da soporte a una estructura abovedada formada por ramas más pequeñas, y coronada por barro seco. Cada familia dispone de un fuego propio en el exterior. Solo duermen dentro cuando llueve. Los ayoreos que actualmente viven en comunidades sedentarias viven en cabañas individuales familiares.
El ritual ayoreo más importante recibe su nombre de asojna, el chotacabras. El primer canto de esta ave anunciaba la llegada de la estación lluviosa y un mes de celebraciones y festejos. Sin embargo, bajo la influencia de la Misión Nuevas Tribus, este y muchos otros rituales fueron suprimidos.

## Reducciones jesuitas
En 1724 los jesuitas Agustín Castañares e Ignacio Chomé fundaron la misión de San Ignacio de los Siete con indígenas ayoreos en la actual Bolivia. La misión fracasó y fue abandonada en 1745. Con algunos de sus pobladores y grupos chiquitanos el padre Miguel Streicher fundó la reducción San Ignacio de Loyola (hoy San Ignacio de Velasco). Al ser expulsados los jesuitas en 1768, pasó a la administración civil.

## Problemas a los que se enfrentan
En los últimos años los latifundistas han invadido y destruido gran parte de la tierra de los ayoreos-totobiegosode, para abrir paso a la ganadería. La ley y la Constitución de Paraguay reconocen el derecho de los pueblos indígenas a la propiedad de las tierras tradicionales. Desde hace más de veinte años los ayoreos reivindican una parte de su territorio ancestral, pero la presión ejercida por los latifundistas ha obstaculizado, hasta ahora, sus reivindicaciones. Algunas empresas han destruido grandes extensiones del bosque; según un estudio de la Universidad de Maryland, el Chaco paraguayo (último hogar de los ayoreos no contactados) presenta la tasa de deforestación más alta del mundo.
En julio de 2012 algunas imágenes satelitales difundidas por la organización Survival International desvelaron que la sociedad Carlos Casado SA, controlada por el Grupo San José, está talando en el núcleo del territorio reivindicado por los ayoreos. En el área habitan muchos totobiegosode en aislamiento, extremamente vulnerables a cualquier contacto no deseado con el exterior. Survival, autoproclamado «el movimiento mundial por los derechos de los pueblos indígenas», apoya desde hace décadas las reivindicaciones de los ayoreos y ha instado a los inversores del Grupo San José a boicotear la sociedad como protesta.

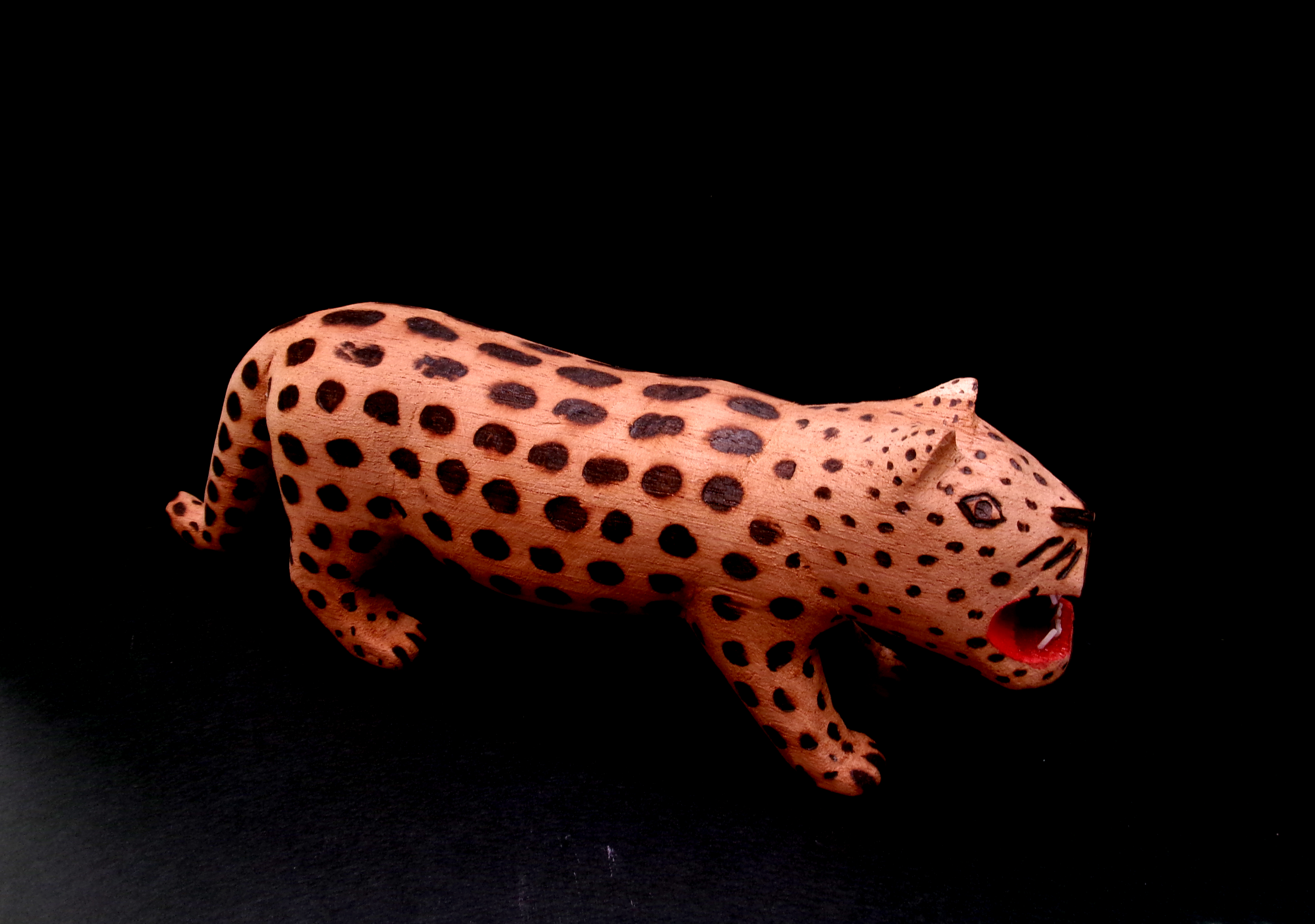
Tallado de jaguar, propio de la cultura ayorea

En septiembre de 2013 y a lo largo de 2014 nuevas imágenes satelitales confirmaron que la compañía brasileña Yaguareté Porã, especializada en la producción de carne, continúa destruyendo los bosques habitados por los ayoreos no contactados para la ganadería destinada al mercado europeo. Survival International hizo pública una comunicación dirigida a la Comisión Europea solicitando una investigación sobre las importaciones de carne producidas por la compañía.
En Bolivia muchos ayoreos migraron de sus sitios de origen, como Santa Teresita y Rincón del Tigre, al área urbana de Santa Cruz de la Sierra, encontrando muchos problemas de miseria, prostitución y alcoholismo en muchos ayoreos.
Las TCOs Ayorea en Bolivia han tenido una fuerte influencia de la misión evangélica, la misma que los ha sacado desde el bosque donde vivían originalmente. El proceso de vivir en la civilización ha sido un cambio drástico para los ayoreos, situación que hizo que no se compenetren del todo con la sociedad, incluso son marginados por su propia condición.
La población que se autoreconoció como ayoreo zamuco en el censo boliviano de 2001 fue de 798 personas. Este número subió a 1.862 en el censo de 2012. De los cuáles, aproximadamente 1.700 se censaron en el departamento de Santa Cruz.
De acuerdo a los resultados del III Censo Nacional de Población y Viviendas para Pueblos Indígenas de 2012 en Paraguay viven 2481 ayoreos, de los cuales 1513 en el departamento de Boquerón y 968 en el departamento de Alto Paraguay.